# 生ける法
生ける法（いけるほう）とは、オイゲン・エールリッヒが提唱した法の概念。一般の人々が受け入れ実践している行為規範のこと。「生きた法」とも。狭義では人々によって受け入れられた慣習法を意味するが、広義には成文法であっても、それが人々の規範や道徳によって積み重ねられてきたものであるなら、生ける法となりうる。労働法などでは、過去の闘争によって積み重ねられてきた結果としての条文が見られるが、これも現在の労使関係で普遍的に受け入れられるならば、広い意味では生ける法といえる。
裁判規範
裁判官の裁判行為を規定するもの、判決を実行するための国家の強制力によって裏打ちされた法
行為規範
社会の人々が一般に受け入れ、日常生活の中で実際にそれにしたがって行動する規範。これを「生ける法」または「生きた法」と呼ぶ。